# Antimonit
Antimonit poznat pod imenom stibnit je mineral sulfid kemijskog sastava Sb2S3. Sive je boje i kristalizira rombično. Tvrdoće je 2 po mohsovoj ljestvici. Poznat je i kao "Antimonov sjajnik, a glavni je izvor razmjerno rijetke kovine antimona kojeg ima samo 0,2 dijela na milijun u Zemljinoj kori. On je otrovni element koji se koristi za otvrdnuće kovinastih slitina što služe za ležaje osovina, zatim kao olovo u baterijama i poluvodiči. 
Stibnit se jaljva kao duguljasti kristal, ili u masivnim oblicima, koji se mogu zamijeniti s galenitom, no stibnitov je kristalni oblik osobit, kao i njegovo talište, jer se topi i pod plamenom šibice. 
Javlja se povezan s drugim sulfidima u hidrotermalnim žilama, u naslagama toplih izvora i u vapnencu. Najveći dio svjetske proizvodnje dolazi iz Kine. 

## Vanjske poveznice
- Webmineral - Stibnite (engl.)
- MinDat - Stibnite (engl.)